# Amybeth McNulty
Amybeth McNulty er en irsk-canadisk skuespiller. Hun er kendt for sin hovedrolle som Anne Shirley i CBC/Netflix-dramaserien Anne with an E (2017–2019), baseret på romanen Anne fra Grønnebakken fra 1908 af Lucy Maud Montgomery.

## Filmografi
| År   | Titel               | Rolle            | Note(r)\|- | 2014 | A Risky Undertaking | Ariadne Pleasant |  |
| 2016 | Morgan              | Morgan (aged 10) |            |      |                     |                  |  |
| 2021 | Maternal            | Charlie McLeod   |            |      |                     |                  |  |
| 2021 | Black Medicine      | Áine             | [ 3 ]      |      |                     |                  |  |
| 2021 | All My Puny Sorrows | Nora Von Riesen  | [ 4 ]      |      |                     |                  |  |

| År        | Titel                 | Rolle        | Note(r)                                     |
| --------- | --------------------- | ------------ | ------------------------------------------- |
| 2014      | Agatha Raisin         | Young Agatha | 1 episode                                   |
| 2015      | Clean Break           | Jenny Rane   | 4 episodes                                  |
| 2015      | The Sparticle Mystery | Sputnik      | Episodes: "The Fisher Girls" and "The Raid" |
| 2017–2019 | Anne with an E        | Anne Shirley | Main role                                   |
| 2022      | Stranger Things       | Vickie       | 3 episodes (season 4)                       |